# Friedrich Krüger (Physiker)
Friedrich Krüger (* 29. Mai 1877 in Blomberg; † 21. April 1940 in Dresden) war ein deutscher Physiker und Hochschullehrer.
Friedrich Krüger war ein Schüler von Walther Nernst. Er war von 1920 bis 1940 Professor für Physik und Direktor des Physikalischen Instituts in Greifswald. 1923 ließ er auf dem Dach des Institutes eine Sternwarte errichten. Während seines Rektorates wurde das durch ein Unwetter verstümmelte Rubenow-Denkmal wiederhergestellt, ein neues Universitätsgelände erschlossen und dort u. a. die Universitäts-Hautklinik errichtet.
Einige Jahre lang war Krüger Herausgeber der Physikalischen Zeitschrift.
Eine 1926 angelegte Straße in Greifswald wurde später nach Friedrich Krüger benannt.